# Kankainen (sjö i Kuopio, Norra Savolax)
Kankainen är en sjö i kommunen Kuopio i landskapet Norra Savolax i Finland. Den är 1,5 meter djup. Arean är 43 hektar och strandlinjen är 3,24 kilometer lång. Sjön  ingår i Kymmene älvs huvudavrinningsområde.   Den ligger omkring 43 kilometer nordväst om Kuopio och omkring 350 kilometer norr om Helsingfors. 